# سوتل طويل
سوتل طويل (الاسم العلمي:Dasylirion longissimum) هو نوع من النباتات يتبع جنس السوتل من الفصيلة الهليونية.